# Azzedine Ounahi
Azzedine Ounahi (Casablanca, 19 de abril de 2000) es un futbolista marroquí que juega de centrocampista en el Olympique de Marsella de la Ligue 1.

## Trayectoria
Formado en la academia Mohammed VI, aterrizó en el fútbol francés de la mano del Racing Club de Estrasburgo. En agosto de 2020 se marchó a la U. S. Avranches. Allí estuvo una temporada y en julio de 2021 firmó con el Angers S. C. O. por cuatro años. Con este equipo debutó en Ligue 1 el 15 de agosto ante el Olympique de Lyon y marcó el definitivo tres a cero.
El 28 de enero de 2023 anunciaron, tanto el Angers S. C. O. como el Olympique de Marsella, un principio de acuerdo para su traspaso a la entidad marsellesa. Al día siguiente, una vez superado el reconocimiento médico, se completó el fichaje para lo que quedaba de temporada y cuatro más. Jugó su primer partido el 1 de febrero y anotó el gol que certificaba el triunfo contra el F. C. Nantes.
Al inicio de la temporada 2024-25 fue apartado del equipo tras no contar para el entrenador Roberto De Zerbi, por lo que en el mes de septiembre fue cedido al Panathinaikos F. C.

## Selección nacional
Tras haber jugado en dos ocasiones con la selección sub-20 de Marruecos, el 23 de diciembre de 2021 fue convocado por primera vez con la absoluta para participar en la Copa Africana de Naciones 2021. Debutó el 10 de enero de 2022 saliendo de titular en el primer encuentro de la fase de grupos ante Ghana.
Sus primeros dos goles llegaron el 29 de marzo en el triunfo ante la República Democrática del Congo que los clasificó para el Mundial 2022. En el mes de noviembre fue citado para disputar la fase final de dicho torneo en la que Marruecos se convirtió en el primer país africano en alcanzar las semifinales de una Copa del Mundo.
Un año después del histórico resultado cosechado en Catar, volvió a ser llamado para participar en la Copa Africana de Naciones 2023. En esta edición marcó en el primer partido ante Tanzania y, a pesar de ser los principales favoritos, fueron eliminados en octavos de final por Sudáfrica.

### Participaciones en Copas del Mundo
| Mundial      | Sede  | Resultado     | Partidos | Goles |
| ------------ | ----- | ------------- | -------- | ----- |
| Mundial 2022 | Catar | Cuarto puesto | 7        | 0     |

### Participaciones en Copa Africana de Naciones
| Copa                           | Sede            | Resultado        | Partidos | Goles |
| ------------------------------ | --------------- | ---------------- | -------- | ----- |
| Copa Africana de Naciones 2021 | Camerún         | Cuartos de final | 3        | 0     |
| Copa Africana de Naciones 2023 | Costa de Marfil | Octavos de final | 4        | 1     |

## Estadísticas

### Clubes
Actualizado al último partido disputado el 11 de mayo de 2025.
| Club                           | Div.          | Temporada     | Liga  | Liga  | Copas nacionales | Copas nacionales | Copas internacionales | Copas internacionales | Total | Total |
| Club                           | Div.          | Temporada     | Part. | Goles | Part.            | Goles            | Part.                 | Goles                 | Part. | Goles |
| ------------------------------ | ------------- | ------------- | ----- | ----- | ---------------- | ---------------- | --------------------- | --------------------- | ----- | ----- |
| R. C. Estrasburgo "II" Francia | 5.ª           | 2018-19       | 20    | 0     | —                | —                | —                     | —                     | 20    | 0     |
| R. C. Estrasburgo "II" Francia | 5.ª           | 2019-20       | 15    | 1     | —                | —                | —                     | —                     | 15    | 1     |
| R. C. Estrasburgo "II" Francia | Total club    | Total club    | 35    | 1     | 0                | 0                | 0                     | 0                     | 35    | 1     |
| U. S. Avranches "II" Francia   | 5.ª           | 2020-21       | 2     | 1     | —                | —                | —                     | —                     | 2     | 1     |
| U. S. Avranches "II" Francia   | Total club    | Total club    | 2     | 1     | 0                | 0                | 0                     | 0                     | 2     | 1     |
| U. S. Avranches Francia        | 3.ª           | 2020-21       | 27    | 5     | 3                | 0                | —                     | —                     | 30    | 5     |
| U. S. Avranches Francia        | Total club    | Total club    | 27    | 5     | 3                | 0                | 0                     | 0                     | 30    | 5     |
| Angers S. C. O. Francia        | 1.ª           | 2021-22       | 32    | 2     | 1                | 0                | —                     | —                     | 33    | 2     |
| Angers S. C. O. Francia        | 1.ª           | 2022-23       | 15    | 0     | 0                | 0                | —                     | —                     | 15    | 0     |
| Angers S. C. O. Francia        | Total club    | Total club    | 47    | 2     | 1                | 0                | 0                     | 0                     | 48    | 2     |
| Olympique de Marsella Francia  | 1.ª           | 2022-23       | 7     | 1     | 2                | 0                | —                     | —                     | 9     | 1     |
| Olympique de Marsella Francia  | 1.ª           | 2023-24       | 21    | 2     | 0                | 0                | 14                    | 0                     | 35    | 2     |
| Olympique de Marsella Francia  | Total club    | Total club    | 28    | 3     | 2                | 0                | 14                    | 0                     | 44    | 3     |
| Panathinaikos F. C. · Grecia   | 1.ª           | 2024-25       | 25    | 5     | 3                | 1                | 9                     | 0                     | 37    | 6     |
| Panathinaikos F. C. · Grecia   | Total club    | Total club    | 25    | 5     | 3                | 1                | 9                     | 0                     | 37    | 6     |
| Total carrera                  | Total carrera | Total carrera | 164   | 17    | 9                | 1                | 23                    | 0                     | 196   | 18    |
| 1. 2.                          |               |               |       |       |                  |                  |                       |                       |       |       |

## Palmarés

### Distinciones individuales
| Distinción                                                      | Año  |
| --------------------------------------------------------------- | ---- |
| Equipo del año de la CAF (IFFHS)                                | 2022 |
| Parte de los 100 mejores jugadores del mundo según The Guardian | 2022 |